# Битка код Марињана
Битка код Марињана (енгл. Battle of Marignano), вођена 13-14. септембра 1515, била је део италијанских ратова (1494—1526). На бојишту (данас Мелењано, 15 км југоисточно од Милана) су се сукобили војска француског краља Франсоа I и Швајцарци у служби миланског војводе Масимилијана Сфорце (итал. Massimiliano Sforza).

## Битка
Око 20.000 Швајцараца напало је 13. септембра пред мрак француску војску (око 30.000 људи), која је од Марињана подилазила Милану, и потиснули њену претходницу.
Сутрадан су Швајцарци извршили напад десном колоном и у почетку, имали су успеха. На центру су вођене локалне борбе. Битка је решена интервенцијом Млечана на угроженом француском левом крилу. Швајцарци су се повукли пошто су увидели да против надмоћнијег непријатеља битку више не могу добити.

## Последице
Тај неуспех чини крај покушајима Швајцараца да се учврсте јужно од Алпа.